# Campagne (Oise)
Campagne é uma comuna francesa na região administrativa de Altos da França, no departamento de Oise. Estende-se por uma área de 4,55 km². Em 2010 a comuna tinha 161 habitantes (densidade: 35,4 hab./km²).